# Сніжок (горила)
Сніжо́к (ісп. Copito de Nieve, кат. Floquet de Neu; нар. ~1964 — пом. 24 листопада 2003) — єдина відома в історії зоологічних спостережень горила-альбінос (самець), котра багато років проживала в зоопарку іспанського міста Барселона.
Сніжок був представником підвиду західна рівнинна горила (Gorilla gorilla gorilla). Згідно з офіційною версією, його спіймали на території Іспанської Гвінеї у 1966 році й потім був проданий у Барселону. Спочатку, мовою фанг, якою говорив мисливець, який спіймав горилу, його назвали Нфуму Нґуі (Nfumu Ngui), що дослівно перекладається як «Біла горила». Покупка цієї тварини коштувала зоопарку 15 000 песет, що, за деякими джерелами, робить Сніжка найдорожчою твариною, яку будь-коли купував будь-який зоопарк. На час упіймання його вік оцінили приблизно у два роки. Уже через деякий час Сніжок став широко відомим не тільки в Іспанії, але і в усьому західному світі: його зображення друкувалося на листівках і туристичних брошурах, він став неофіційним талісманом Барселонского зоопарку, про нього було знято декілька документальних фільмів.
Сніжок мав потомство, що налічувало 21 дитинча від трьох різних самок, але ніхто з його нащадків не був альбіносом. Альбинизм Сніжка, як вважають дослідники, пов'язаний з інбридінгом. Починаючи з 2001 року Сніжок хворів на незвичну форму раку шкіри, яка, ймовірно, була пов'язана з його альбінізмом. Він був підданий евтанзії в листопаді 2003 року, у віці близько 40 років (у середньому горили живуть 30—50 років).
Астероїд (95962) Копіто названий на його честь.